# ماسولینو دا پانیکال
ماسولینو دا پانیکال (انگلیسی: Masolino da Panicale; c. ۱۳۸۳ – c. ۱۴۴۷) یک نقاش اهل ایتالیا بود.